# Let There Be Punk!
Let There Be Punk è un ep degli Stick It Out, uscito nel febbraio 2009.
Contiene brani di gruppi punk rock principalmente risalenti all'ondata del Punk 77, riarrangiati e rivisitati in chiave hard rock.

## Tracce
1. Sonic Reducer (cover dei Dead Boys)
2. Cabbies On Crack (cover dei Ramones)
3. Hall Of Mirrors (cover dei Distillers)
4. Fake Baby (cover degli Hellacopters)
5. Hybrid Moments (cover dei Misfits)
6. Chatterbox (cover dei New York Dolls)
7. Silly Thing (cover dei Sex Pistols)

## Formazione
- Freddie - voce
- Dave - chitarra
- Andy - chitarra
- Tripp - basso
- Fo - batteria, percussioni